# Anacranae vietnamensis
Anacranae vietnamensis es una especie de saltamontes perteneciente al género Anacranae, familia Acrididae. Fue descrito por primera vez por Sergey Storozhenko en 2002.